# Sant Esteve de Bar
Sant Esteve de Bar és un monument del municipi del Pont de Bar (Alt Urgell) declarat bé cultural d'interès nacional.

## Descripció
L'església actual és producte d'intervencions que es reflecteixin en la seva estructura i que en dificulten la seva classificació dins les coordenades d'un estil unitari o en excés perfilat
De capçalera tripartida i carrada en un principi, posteriorment s'afegí un absis semicircular evidenciat a l'exterior, que prolonga el central i accentua l'eix longitudinal de la nau que ordena l'espai intern. El sistema de cobertes introdueix voltes nervades de creueria. Es poden mencionar també les solucions d'un cor aixecat sobre els peus de l'església i un cimbori sobre petxines que marca transicions entre cobertes a diferents nivells, però que no podem destacar com a cos de llum, radicat entre la nau i el presbiteri. D'altra banda, les obertures de l'edifici, no gaire significatives, amb predomini del mur, es distribueixen en els laterals, absis i façana. Aquesta, de trets sumaris, organitza l'accés amb porta d'arc de mig punt i un senzill òcul. Trencant la idea d'un frontis simètric, a l'alçada de les cobertes, s'aixeca un campanar que transforma la seva planta en octògon de costats desiguals i que es divideix en alçat en un primer nivell massís i el cos de campanes, coronat amb capitell. El parament de pedra vista deixa veure avui dia la disposició irregular dels carreus i tradueix clarament el pas entre el campanar i l'església, que li fa de base.

## Història
L'església parroquial de sant Esteve, situada al capdamunt del poble de Bar, vora les ruïnes de l'antic castell, podria remuntar la seva existència a la primera meitat del segle ix, si l'acta de consagració de la Seu de 839 fos autèntica. Malgrat això, l'edifici que es conserva actualment no permet establir una cronologia anterior a les acaballes de l'edat mitjana, ja que, si bé sembla que hi hagué la traça d'un bastiment romànic, les reformes i campanyes constructives posteriors modificaren fonamentalment la seva aparença. A més a més, en el segle xix, l'edifici fou afectat per un incendi, en el qual segons que sembla va cremar-se també la imatge romànica de la Mare de Déu de Tor, i fou reconstruït.